# كيلي غولد
كيلي غولد (بالإنجليزية: Kelly Gould)‏ هي ممثلة أمريكية، ولدت في 4 أغسطس 1999 بلوس أنجلوس في الولايات المتحدة.

## وصلات خارجية
- كيلي غولد على موقع IMDb (الإنجليزية)
- كيلي غولد على موقع قاعدة بيانات الفيلم (الإنجليزية)